# Аборигенна порода

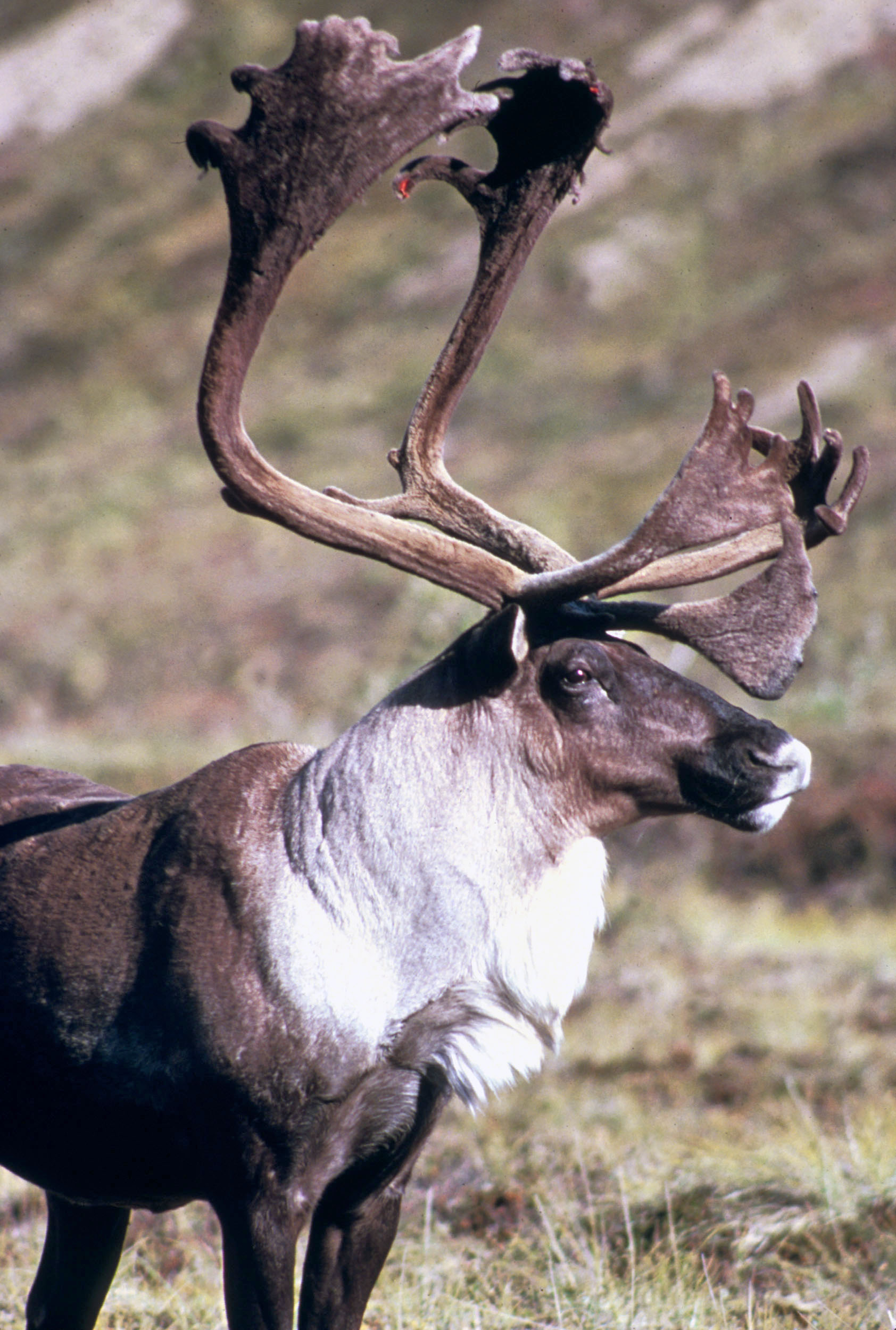
Північний олень належить до аборигенної породи

Аборигенна порода (від лат. aborigines — корінні мешканці) домашніх тварин — історично сформована система практичного використання окремо взятого одомашненого виду тварин у певних господарських і ландшафтно-кліматичних умовах, шляхом закріплення в спадковості адаптації до наявних умов. Аборигенні породи називають ще натуральними, природними породами (англ. natural breeds), а також «примітивними», на відміну від порід «заводських», виведених у племінних заводах методами спрямованої селекції. Аборигенні породи часто є носіями рідкісних генів, відсутніх у заводських порід.
До аборигенних порід належать:
- кабардинський і ахалтекінський коні;
- сіра українська худоба;
- романовська і курдючні породи овець;
- китайська висловуха свиня;
- лівенські кури;
- всі породи північних оленів[2];
- кавказька і середньоазійська вівчарки (див. також стародавні породи собак);
- казахська тази[ru];
- вірменський вовкодав — гампр[ru];
- сибірська кішка;
- ванська кішка[3]

і багато інших.
У країнах пострадянського простору поширені такі аборигенні породи бджіл: Карпатська бджола, Українська степова бджола, середньоруська (Європейська темна бджола), Сіра гірська кавказька бджола, Жовта кавказька бджола та ін.